# The Workmates
The Workmates of Workmates was tussen 1979 en 1982 een Nederlandse punkband uit Amsterdam. 

## Geschiedenis
The Workmates startte in 1979. De band behoorde tot de "second wave" punk. Terwijl de eerste lichting Amsterdamse punkbands (Panic, The Filth, Inside Nipples) bestond uit muzikanten die punk gingen spelen, werd deze "tweede golf" (The Ex, The Bugs, Infexion, Götterflies, Tröckener Kecks) veroorzaakt door jongeren die eerst punk werden en vervolgens besloten een band te beginnen en een instrument te leren bespelen. The Workmates onderscheidde zich met uitgesproken anarchistische teksten. Ze traden eerst in lokale kraakpanden op, daarna in Nederlandse jongerencentra, vervolgens in het buitenland. Onder andere in Berlijn samen met The Ex. Muziektijdschrift Oor deed daar verslag van. Van het optreden werd in eigen beheer een ep "All Work and No Play Makes Jack a Dull Boy" uitgebracht. Eind 1982 verschenen The Workmates, samen met Soviet Sex en de Bizkids, op de nationale tv in de VARA-uitzending "De vrolijke krisis".

## Bezetting
- Martin Woudstra - gitaar
- Herman Voogd - drums
- Harry Stork - zang
- Herman Lohmeijer - basgitaar
- Berna van Baarsen - zang

## Discografie
- Live In Berlin - All Work And No Play Makes Jack A Dull Boy (7", EP) 	Kreuzhammer 1980
- Bijdragen op: Groeten Uit Amsterdam (LP, Comp) 1980
- Bijdragen op: Maar Toen Gebeurde Er Iets.. De Vrolijke Krisis! (LP, Album, Comp) VARAgram 1982[5]